# Цитадель Ербіль

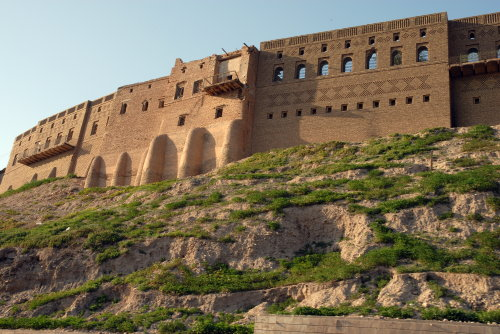
Ербільська цитадель

Цитаде́ль Ербіль — тель в історичному центрі міста Ербіль в Іраку (фактично контрольованому Іракським Курдистаном).
Цитадель займає площу 102 999 м². Найбільш ранні свідчення існування на цьому кургані укріпленого поселення датовані 5-м тисячоріччям до н. е. Військове значення цитаделі, що відігравала важливу роль з новоассирійського періоду до середини XIII сторіччя, знизилося після завоювання монголами.
Нині єдиним релігійним об'єктом у межах цитаделі є мечеть. З 2007 року на території фортеці ведуться ініційовані урядом курдів археологічні розкопки та реставраційні роботи, по завершенню яких туди планується переселити приблизно 50 родин.
Цитадель Ербіль вважають найдавнішим місцем на планеті, що мало постійне населення упродовж усієї своєї історії. 21 червня 2014 року вона внесена до списку Світової спадщини ЮНЕСКО.